# Buriti Bravo
Buriti Bravo là một đô thị thuộc bang Maranhão, Brasil. Đô thị này có diện tích 1582,525 km², dân số năm 2007 là 21974 người, mật độ 13,89 người/km².